# Józef Kazimierz Ziemacki

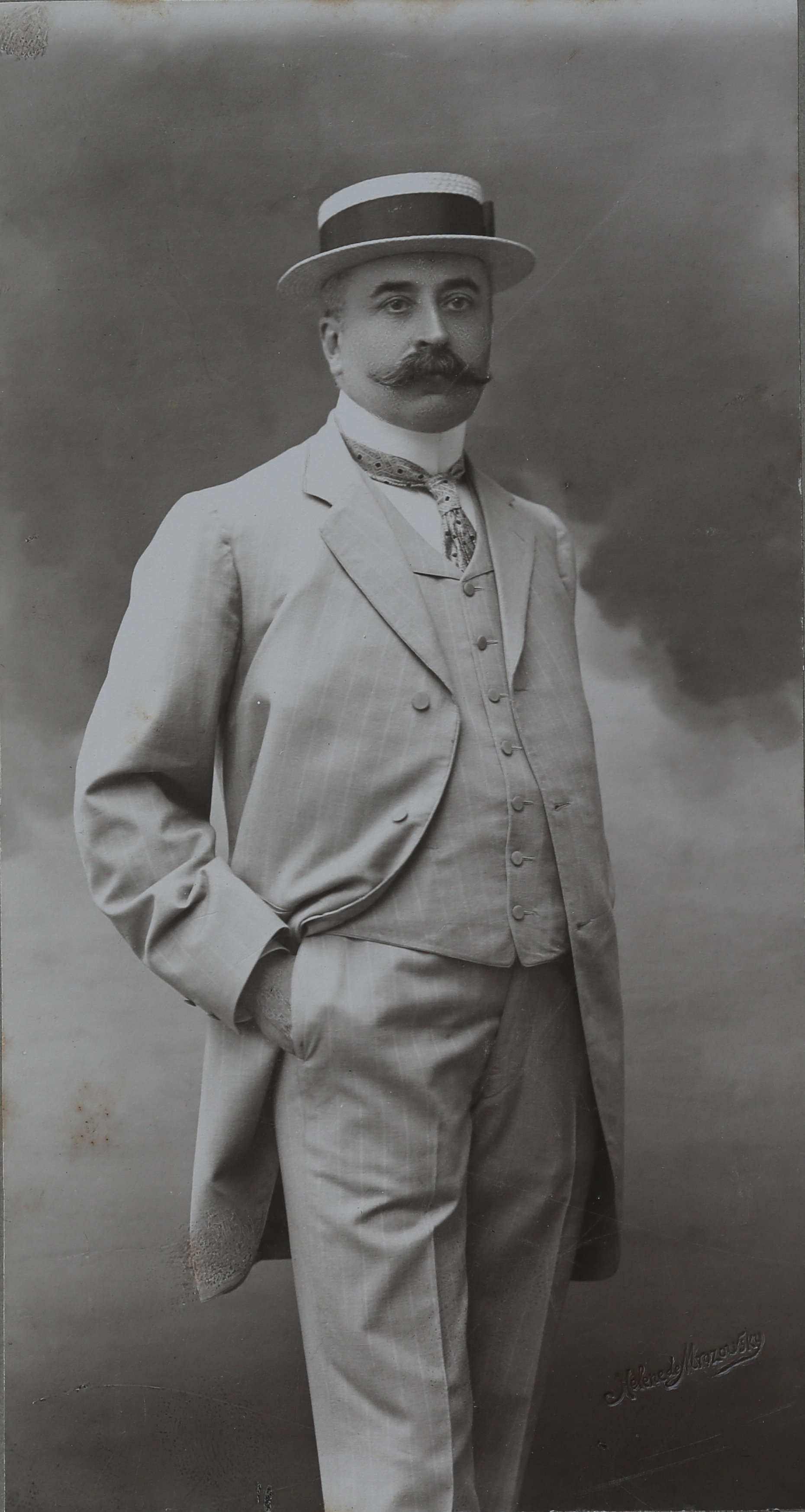
Józef Ziemacki

Józef Kazimierz Ziemacki (ur. 18 września 1856 w Wilnie, zm. 30 września 1925) – polski profesor chirurgii, jeden z odnowicieli Uniwersytetu Stefana Batorego w Wilnie (1919), honorowy rektor i oficjalny prorektor tej uczelni (1919–1925). Autor licznych prac z dziedziny medycyny. Działacz społeczny. Prezes Polskiego Towarzystwa Gimnastycznego „Sokół” w Petersburgu.

## Życiorys
Był synem Franciszka (1823–1868) i Amelii z Niekraszów. W 1866 roku został uczniem I Klasycznego Gimnazjum w Wilnie. W 1875 roku wstąpił na Wydział Przyrodniczy Uniwersytetu Petersburskiego, w 1876 przeszedł do Wojskowej Akademii Lekarskiej w Petersburgu. Jako student założył tajną bibliotekę polską w Petersburgu. Został jej pierwszym bibliotekarzem.
Studiował nauki lekarskie w Uniwersytecie Dorpackim (1880–1882); a następnie w Wiedniu, w Pradze i w Berlinie (1882–1884). W 1884 roku wrócił do Dorpatu, gdzie uzyskał stopień doktora medycyny.

## Praca zawodowa
W 1884 roku otrzymał posadę asystenta Chirurgicznego Oddziału Szpitala Obuchowskiego w Petersburgu. W 1886 roku został ordynatorem tego szpitala (1886–1890). Od 1890 roku pracował jako ordynator oddziału chirurgicznego i ginekologicznego w Gubernialnym Ziemskim Szpitalu w Połtawie. Równocześnie prowadził wykłady na Uniwersytecie w Charkowie z zakresu patologii chirurgicznej. W 1893 roku uzyskał stopień docenta przy Katedrze Patologii Chirurgicznej na Uniwersytecie Charkowskim. W 1900 roku zostaje mianowany Naczelnym lekarzem i chirurgiem Oddziału Klinicznego Szpitala Sióstr Czerwonego Krzyża Pokrowskiego Zgromadzenia w Petersburgu. Na tych stanowiskach pozostał w Petersburgu do maja 1918 roku.
W 1917 roku uruchomił prywatną lecznicę chirurgiczną w Piatigorsku, na Kaukazie. Po wybuchu rewolucji rosyjskiej udał się na Kaukaz do Essentuk, gdzie zajmował się praktyką lekarską do 29 kwietnia 1918 r.
Wydał szereg prac naukowych w językach polskim, rosyjskim, niemieckim i francuskim, cieszących się dużym uznaniem w kraju i zagranicą.
W 1918 roku Józef Ziemacki wrócił do Wilna, w 1919 został mianowany prorektorem i profesorem Anatomii Topograficznej i Chirurgii Operacyjnej odnowionego Uniwersytetu Stefana Batorego w Wilnie. W związku ze wskrzeszeniem Uniwersytetu, w uznaniu zasług dla Polski, został odznaczony Krzyżem Komandorskim Orderu Odrodzenia Polski.
Po wojnie w 1920 roku powrócił do Wilna i poświęcił się pracy naukowej oraz działalności społecznej. Wydał kilka prestiżowych prac naukowych, drukowanych w pismach polskich, francuskich i angielskich. Po ciężkiej chorobie zmarł 30 września 1925 roku. Pochowany został na cmentarzu Bernardyńskim obok rodziców (sektor C 32, al. na wprost kaplicy cmentarnej).

## Ordery i odznaczenia
- Krzyż Komandorski Orderu Odrodzenia Polski (27 grudnia 1924)[2]